# العلاقات الإسرائيلية الكويتية
العلاقات الكويتية - الإسرائيلية لا تعترف الكويت بوجود دولة إسرائيل وتطلق عليها وصف الكيان الصهيوني أو فلسطين المحتلة، بعد استقلال الكويت عام 1961 أعلن الشيخ صباح السالم الصباح الحرب على ما أطلق عليه المرسوم الأميري اسم العصابات الصهيونية في فلسطين عام 1967، وأرسلت بناءً على المرسوم قوات كويتية إلى مصر وشاركت في أعمال القتال في حرب الاستنزاف وتكبدت 20 قتيلا، وإضافة إلى حرب الاستنزاف شاركت القوات الكويتية في حرب أكتوبر في كل من الجولان بسورية والسويس في مصر وبلغت خسائر الكويت في حرب أكتوبر 40 قتيلًا.
ترفض الكويت دخول أي مواطن إسرائيلي إلى أراضيها أو التعامل بشكلٍ مباشر أو غير مباشر مع جميع المعاملات التجارية الإسرائيلية.

## التاريخ
تُقاطع الكويت المنتجات الإسرائيلية. في يناير 2014، قاطعت الكويت مؤتمر الطاقة المتجددة في أبو ظبي بسبب حضور إسرائيل.